# Hàng không năm 1939
Đây là danh sách các sự kiện hàng không xảy ra trong năm 1939:

## Các sự kiện

### Tháng 1
- 12 tháng 1 - Không quân Dự bị Hoàng gia Anh được thành lập.

### Tháng 2
- 9 tháng 2 - Alex Henshaw lập một kỷ lục mới về bay đường trường từ Anh đến Cape Town trong 4 ngày 10 phút trên chiếc máy bay Percival Mew Gull

### Tháng 3
- 30 tháng 3 - Hans Dieterle lập một kỷ lục mới về tốc độ với chiếc Heinkel He 100 đạt 746 km/h (464 mph).

### Tháng 4
- 28 tháng 4 - Vladimir Kokkinaki và Mikhail Godienko cố gắng thực hiện một chuyến bay không dừng từ Liên Xô đến New York, nhưng họ đã phải hạ cánh xuống Đảo Miscou do thời tiết xấu vào ngày sau đó.

### Tháng 6
- 16 tháng 6 - Air France mở đường bay thương mại từ Paris đến London, mỗi giờ có một chuyến.
- 28 tháng 6 - Women's Auxiliary Air Force thuộc Anh được thành lập.

### Tháng 7
- 6 tháng 7 - Olga Klepikowa lập một kỷ lục thế giới về chuyến bay dài 746 km (466 miles) từ Moskva đến Otradnoje.
- 20 tháng 7 - chuyến bay đầu tiên của loại động cơ tên lửa sử dụng nhiên liệu lỏng được thực hiện bởi Erich Warsitz trên chiếc Heinkel He 176

### Tháng 8
- 11 tháng 8 - Pan American World Airways bắt đầu mở đường bay từ New York đến Southampton, Anh.
- 26 tháng 8 - Messerschmitt Me 209 lập một kỷ lục thế giới về tốc độ đạt 755 km/h (469 mph).
- 27 tháng 8 - chuyến bay đầu tiên trọn vẹn bằng động cơ phản lực được thực hiện bởi Erich Warsitz trên chiếc Heinkel He 178

### Tháng 9
- 1 tháng 9 - Đức xâm chiếm Ba Lan. Luftwaffe (không quân Đức) sử dụng chiến lược ném bom chiến thuật để phá vỡ sự phòng thủ trung lập của Ba Lan.
- 3 tháng 9 - Anh và Pháp tuyên bố chiến tranh với Đức. Chiến tranh thế giới II nổ ra.
- 3 tháng 8 - Lính dù được sử dụng lần đầu tiên trong lịch sử, các đơn vị của Đức đã nhảy dù xuống Silesia, phía sau Ba Lan.
- 3 tháng 9 - những chiếc máy bay Armstrong Whitworth Whitley được sử dụng để rải truyền đơn xuống các thành phố của Đức.
- 4 tháng 9 - những quả bom đầu tiên của Anh trong chiến tranh được thả xuống các mục tiêu ở Đức, một chiếc Bristol Blenheim đã tấn công hạm đội của Đức.

### Tháng 10
- 8 tháng 10 - chiến thắng đầu tiên của RAF trong Chiến tranh thế giới II khi một chiếc Lockheed Hudson bắn hạ một chiếc Dornier Do 18 phía trên Jutland.
- 16 tháng 10 - Luftwaffe lần đầu tiên tấn công các mục tiêu ở Anh - tàu chiến Hải quân Hoàng gia Anh ở Của sông Forth.

### Tháng 11
- Luftwaffe bắt đầu thả thủy lôi xung quanh bờ biển của Anh.
- 24 tháng 11 - BOAC được thành lập bởi sự sáp nhập của Imperial Airways và British Airways.
- 30 tháng 11 - Liên Xô thực hiện cuộc tấn công trên không vào các mục têu ở Helsinki và Viipuri, Chiến tranh Mùa đông bùng nổ.

### Tháng 12
- 18 tháng 12 - Không quân Hoàng gia Anh hủy bỏ những cuộc tấn công ban ngày vào Đức sau khi một cuộc tấn công bằng máy bay Vickers Wellington đã bị tổn thất nặng.
- 26 tháng 12 - phi đội Không quân Hoàng gia Australia được gửi đến tham chiến ở Anh.

## Chuyến bay đầu tiên
Tháng 1
- 27 tháng 1 - Lockheed XP-38

Tháng 3
- 31 tháng 3 - Miles Master sản xuất hàng loạt với tên gọi dự án N7408

Tháng 4
- 1 tháng 4 - Mitsubishi Zero
- 22 tháng 4 - Aeronautica Umbra Trojani AUT.18 M.M.363

Tháng 5
- 7 tháng 5 - Petlyakov VI-100
- 14 tháng 5 - Short Stirling

Tháng 6
- 1 tháng 6 - Focke-Wulf Fw 190

Tháng 7
- 17 tháng 7 - Bristol Beaufighter mẫu thử nghiệm R2052
- 20 tháng 7 - Heinkel He 176, máy bay đầu tiên có động cơ sử dụng tên lửa phóng nhiên liệu lỏng.
- 25 tháng 7 - Avro Manchester mẫu thử nghiệm L7246

Tháng 8
- 13 tháng 8 - Vickers Warwick
- 27 tháng 8 - Heinkel He 178, máy bay đầu tiên được trang bị động cơ phản lực.

Tháng 9
- 14 tháng 9 - trực thăng Sikorsky VS-300, trực thăng đầu tiên được sản xuất với số lượng lớn.
- 24 tháng 9 - Handley Page Halifax H.P.57 mẫu thử nghiệm L7244

Tháng 12
- 29 tháng 12 - Consolidated XB-24

## Bắt đầu phục vụ
Tháng 2
- Lockheed Hudson trong Phi đội số 224 RAF

Tháng 8
- Miles Master

Tháng 10
- Bristol Beaufort trong Phi đội số 22 RAF (Bộ tư lệnh Bờ biển)

Tháng 12
- Boulton Paul Defiant trong Phi đội số 264 RAF